# Pannonhalma
Pannonhalma é uma cidade da Hungria, situada no condado de Győr-Moson-Sopron. Tem 29,57 km² de área e sua população em 2019 foi estimada em 4.021 habitantes.